# Zulawszky Béla
Zulawszky Béla,  (Tőketerebes, 1869. október 23. – Szarajevó, 1914. október 24.) olimpiai ezüstérmes vívó, honvédtiszt.

## Életútja
Az 1848–1849-es forradalom és szabadságharc idején Magyarországra települt lengyel Zulawski család tagja volt, rokona volt Zulawski Andor jogász, költő, Ady kritikusa.
A MAC (Magyar Atlétikai Club) vívója volt. Tőr-, párbajtőr- és kardvívásban is versenyzett. 1908-tól 1914-ig szerepelt a magyar válogatottban. Az 1908. évi nyári olimpián a kard és a párbajtőr szakág egyéni versenyein szerepelt és kardozásban Fuchs Jenő mögött a második helyen végzett. Az 1912. évi olimpián a tőr és kard egyéni versenyein indult, és nem ért el helyezést.

### Katonai pályafutása
A cs. és kir. 38. – korábban Mollinary – gyalogezred tisztje volt. 1896 és 1897 között sikeresen elvégezte bécsújhelyi vívó- és tornatanári tanfolyamot. 1897-től a kőszegi katonai alreáliskola tanára volt. 
1910-től hivatásos katona lett Székesfehérváron. Legmagasabb rendfokozata az őrnagy volt. Negyvenötödik életévének betöltése utáni napon a montenegróiakkal vívott harcban halálos sebesülést szenvedett Hercegovinában. Hamvait a kőszegi temetőben helyezték nyugalomra. Sírhelyét a Nemzeti Emlékhely és Kegyeleti Bizottság „A” kategóriában a Nemzeti sírkert részévé nyilvánította.